# Serben in Deutschland

Regionale Verteilung der serbischen Staatsbürger 2021

Der Begriff Serben in Deutschland ist nicht eindeutig definiert. Teilweise werden damit diejenigen Einwohner Deutschlands gemeint, die sich als ethnische Serben verstehen. Sie können Staatsbürger Deutschlands, Serbiens, eines anderen Nachfolgestaates Jugoslawiens oder eines weiteren Staates sein. In einem anderen Verständnis kann es sich um in Deutschland lebende Staatsbürger oder frühere Staatsbürger Serbiens, oder Serbiens und Montenegros handeln, unabhängig von der Ethnie, der sie sich zurechnen. Dies können auch ethnische Ungarn, Albaner, Rumänen und Bosniaken oder Angehörige weiterer Minderheiten Serbiens sein.
Die meisten Serben, die in Deutschland leben, zog es in den 1960er und 1970er Jahren als arbeitssuchende Immigranten oder Gastarbeiter aus Jugoslawien hierher. Weitere Serben – beziehungsweise serbische Staatsbürger – kamen nach Deutschland als Flüchtlinge während der Jugoslawienkriege (von 1991 bis 2001) oder als Asylsuchende aus dem Kreise der Roma.

## Anzahl
Für das Jahr 2011 hat das Statistische Bundesamt die Zahl von 197.984 serbischen Staatsangehörigen in Deutschland herausgegeben. Nachdem Ende 2009 die Visumspflicht für
serbische Staatsbürger in Europa abgeschafft wurde, ist die Anzahl serbischer Staatsbürger bis zum Jahre 2014 auf 220.908 angestiegen. Der sprunghafte Anstieg zwischen 2011 und 2014 lässt sich auch durch die hohe Anzahl von asylsuchenden Roma erklären, die, sofern sie aus Serbien kommen,  die serbische Staatsbürgerschaft besitzen.

## In deutschen Bundesländern
Die Regionen mit den größten Anteilen an serbischstämmiger Bevölkerung befinden sich in und um Frankfurt am Main, München und Stuttgart. Angaben des Statistischen Bundesamtes vom 31. Dezember. 2014
| Anzahl der Serben in deutschen Bundesländern |                        |          |
| Nr.                                          | Bundesland             | Personen |
| 1.                                           | Baden-Württemberg      | 40.940   |
| 2.                                           | Bayern                 | 31.868   |
| 3.                                           | Berlin                 | 12.649   |
| 4.                                           | Brandenburg            | 1.323    |
| 5.                                           | Bremen                 | 2.621    |
| 6.                                           | Hamburg                | 7.278    |
| 7.                                           | Hessen                 | 23.871   |
| 8.                                           | Mecklenburg-Vorpommern | 851      |
| 9.                                           | Niedersachsen          | 19.191   |
| 10.                                          | Nordrhein-Westfalen    | 62.982   |
| 11.                                          | Rheinland-Pfalz        | 7.408    |
| 12.                                          | Saarland               | 1.202    |
| 13.                                          | Sachsen                | 1.998    |
| 14.                                          | Sachsen-Anhalt         | 1.549    |
| 15.                                          | Schleswig-Holstein     | 2.947    |
| 16.                                          | Thüringen              | 2.230    |

Die Serben stellen in Deutschland nach den Türken, Italienern, Polen, Griechen, Kroaten,  Rumänen und Russen mittlerweile die zwölftgrößte nicht-deutschstämmige Bevölkerungsgruppe.

## Bekannte Serben in Deutschland
- Zlatan Alomerović, Fußballspieler
- Nadja Benaissa, Sängerin (serbische Mutter)
- Mirjana Bogojevic, Fotomodell und Schönheitskönigin
- Danko Bošković, Fußballspieler
- Dejan Bućin, Schauspieler
- Das Bo, Rapper (serbischer Vater)[4][5]
- Andrej Ćilerdžić, serbisch-orthodoxer Bischof, erster in Deutschland geborener Mönch der Serbischen Kirche
- Ornella De Santis, Popsängerin (serbische Mutter)
- Daniela Djokic, Model
- Anica Dobra, Schauspielerin, Trägerin des Bayerischen Filmpreises
- Konstantin Grcic, Industriedesigner (serbischer Vater)
- Tamara Grcic, Bildende Künstlerin (serbischer Vater)
- Isabell Horn, Schauspielerin (serbischer Vater)
- Bata Illic, Schlagersänger
- Dejan Ilic, Manager, Geschäftsführer
- Igor Jeftić, Schauspieler
- Mirijam Verena Jeremic, Schauspielerin
- Aleksandar Jovanovic, Schauspieler
- Dragan Kapičić, ehemaliger Basketballspieler
- Stefan Kapičić, Schauspieler (geboren in Deutschland)
- Ana Kerezovic, Schauspielerin
- Slobodan Komljenović, ehemaliger Fußballspieler und heutiger Fußballtrainer
- Mladen Krstajić, Sportler, Fußball-Bundesliga
- Dubravko Mandic, Jurist und Politiker (serbische Mutter)
- Marko Marin, ehemaliger Fußballspieler und heutiger Fußballfunktionär
- Tamara Milosevic, Filmregisseurin
- Gojko Mitić, Schauspieler, DEFA-Filmstar („DDR-Winnetou“)
- Nikola Mladenovic, Fußballspieler
- Wolfgang Nešković, Jurist und Politiker (serbischer Vater)
- Dragan Paljic, Fußballspieler
- Aleksandar Pavlović, Fußballspieler
- Vivian Perkovic, Fernsehmoderatorin und Journalistin (serbischer Vater)
- Svetislav Pešić, Basketballtrainer und ehemaliger Profispieler
- Marko Pešić, ehemaliger Basketballspieler
- Andrea Petković, ehemalige Tennisspielerin und heutige Fernsehmoderatorin und Schriftstellerin (serbischer Vater)
- Marjan Petković, ehemaliger Fußballspieler und heutiger Fußballtrainer
- Iván Petrovich, Schauspieler
- Milena Preradovic, Unternehmerin, Fernsehmoderatorin (serbischer Vater)
- Aleksandar Radenković, Schauspieler
- Petar Radenković, ehemaliger Fußballspieler
- Vladimir Rankovic, Fußballspieler
- Michael Rensing, ehemaliger Fußballspieler (serbische Mutter)
- Emilio Sakraya, Schauspieler und Musiker (serbischer Vater)
- Hristina Sampanidou, Fußballspielerin
- Nikola Sarić, Maler
- Marko Savic, Wasserballspieler
- Sonia Seymour Mikich, Journalistin und Fernsehmoderatorin (serbischer Vater)
- Saša Stanišić, Schriftsteller (serbischer Vater)
- Dragoslav Stepanović, ehemaliger Fußballtrainer
- Aleksandar Stevanović, ehemaliger Fußballspieler
- Predrag Stevanović, Fußballspieler
- Neven Subotic, ehemaliger Fußballspieler
- Aleksandar Tesla, Schauspieler (serbischer Vater)
- Todor Todorovic, Musiker und Sänger
- Branko Tomović, Schauspieler
- Dušan Vasiljević, Fußballspieler
- Marijana Verhoef, Dramatikerin, Drehbuchautorin und Regisseurin
- David Vržogić, Fußballspieler
- Marc Vucinovic, Fußballspieler
- Miloš Vuković, Schauspieler